# Далелхан Сугурбаєв
Далелхан Сугурбаєв, також Даліл Хан, Делілхан, Делілхан Сугурбайоглу або Талілхан Сукурбаєв (simplified Chinese, уйг. دەلىلقان سۇگۇربايۇف, каз. دالەلحان سۇگىرباەۆ/Дәлелхан Сүгірбайұлы, Dälelxan Sügirbaev; нар. 24 червня 1906 — пом. 27 серпня 1949) — казахський лідер національно-визвольного руху в Синьцзян-Уйгурському автономному районі Китаю в першій половині XX століття.

## Ранні роки
Далелхан Сугурбаєв народився в 1906 році в кочовій казахській сім'ї в Баян-Улгийській області. На той час, територія належала Китаю, а тепер — західний аймак у Монголії. Його дідусь і батько обидва були вождями роду кируки племені абак-кере. Інші джерела кажуть, що вони були частиною племені найман. Сім'я кочувала пасовищами в горах Алтаю, які поділяють Монголію і Сіньцзян.
Коли його батько помер у 1918 році, старший брат, Дорбод Хан, став головним. У 1921 році залишки білогвардійських військ під командуванням Андрія Стефановича Бакича увійшли в район Тачена, переслідуючи радянську Червону Армію. Після того, як кілька тисяч прихильників білого руху перетнули річку Іртиш, Дорбод погодився допомогти Червоній Армії зібрати розвіддані про зловмисників. Коли Бакич дізнався, що місцевий вождь відмовився віддавати худобу його армії, а допомагав більшовицькій владі, він вирішив заарештувати Дорбода. Білогвардійці на весіллі Далелхана. захопили його брата і пограбували сім'ю. Через місяць Дорбод був страчений, а Далелхан втік до Червоної армії, яка в підсумку перемогла білогвардійців.
Навесні 1930 року Далелхан відправив свою матір і брата з Баян-Улгия, який став частиною незалежної Монголії, до Аршану в Сіньцзяні. Пізніше він пішов за ними з тисячею одноплемінників.

## Лідерство в Сіньцзяні
Сіньцзяном на той час керував військовий губернатор Шен Шицай. Далелхан був призначений заступником голови Товариства розвитку казахської культури. У 1937 році він став одним з основних членів Антиімперіалістичного товариства Алтайського краю. У вересні 1939 року, після початку Другої світової війни, Шен Шицай почав відходити від радянської підтримки. Далелхан виступив проти Шен Шицая і переїхав навчатися до Радянського Союзу. Він пройшов військову підготовку в Алма-Аті і в жовтні 1943 році запропонував організувати національно-визвольну армію на Алтаї і в Сіньцзяні. До того часу Шен Шицай розірвав зв'язки з радянськими і китайськими комуністами, і радянська вдала підтримала плани Далелхана. Вони відправили групу з 12 військових радників, щоб супроводжувати його назад в Ашан (Алтай) через Монголію, і вони створили воєнізовану базу в повіті Цингиль, де вони навчали казахських кочівників ідеям революції і навчали їх партизанських сил.
Потім Далелхан об'єднав свої сили з Оспаном Батиром, лідером етнічних казахських партизан, у якого було більше прихильників і підтримка з боку монгольського уряду. Через кровну спорідненість Оспан довірився Далелхану і дав йому важливу керівну посаду.
У лютому 1944 року казахські партизанські загони Оспана і Далелхана повстали проти уряду Шен Шицая і захопили місце в окрузі Цингиль. До квітня у повстанців було 1000 бойовиків і вони поширили повстання на Джемінай, Фухай, Хабахе і Ченхуа (Алтай). У жовтні повстанські сили створили революційний уряд в Алтайському краї. Після початку Ілійського повстання в Ілійській долині казахи почали співпрацювати з Ілійською національною армією під керівництвом етнічного росіянина Фотія Лескіна.
У лютому 1945 року повстанці захопили Джемінай. На початку серпня 1945 року Оспан і Далелхан напали на Ченхуа з допомогою монгольської армії, але не змогли захопити місто. У вересні вони оточили місто. Китайські націоналістичні захисники втекли за монгольську кордон, але їм було відмовлено у в'їзді, і вони здалися. 20 вересня партизанські загони на території Алтаю були організовані в Алтайський казахський кавалерійський батальйон під командуванням Далелхана.

### Коаліційний уряд
Політична ситуація змінилася, коли лідер націоналістів Чан Кайші змусив Радянський Союз припинити підтримку повстання. Припинення вогню у жовтні зупинило бойові дії. 17 листопада 1945 року Далелхан видав наказ про захист юридичних і майнових прав етнічних китайців (хань) в Алтайському краї.
Влітку 1946 року лідери Ілійського повстання погодилися відкласти проголошення незалежності Східно-Туркестанської республіки і вступили в коаліційний уряд з націоналістами в Урумчі. Далелхан став міністром бюро охорони здоров'я при уряді провінції.
Напруженість залишалася високою між повстанцями в трьох районах північного Сіньцзяну і націоналістичною владою, які контролювали іншу частину провінції. Після початку повномасштабної громадянської війни між націоналістами і комуністами в самому Китаї націоналісти переконали Оспана Батира перейти на іншу сторону. Оспан ображався на радянський вплив в революційному уряді і приєднався до націоналістів. Далелхан підтримав Радянський Союз і розірвав відносини з Оспаном.
У листопаді 1946 року Оспан Батир напав на Фухай. З січня по березень 1947 року він здійснив п'ять набігів на Ченхуа. Уряд трьох районів вигнав Оспана Батира і призначив Далелхана керівником Алтайського округу. У серпні 1947 року Оспан Батир і Націоналісти напали на Алтайський край. Після двомісячних важких боїв Ілійська національна армія під командуванням Далелхана і Лескіна відбила вторгнення.

### Співпраця з китайськими комуністами
У вересні 1948 року він став головою алтайського відділення «Союзу захисту миру і демократії в Сіньцзяні». Союз був сформований прогресивною фракцією в Ілійському уряді, яка протистояла пантюркістам і панісламістам в уряді. У листопаді 1948 року, коли китайські комуністи змінили хід громадянської війни, Далелхан з ентузіазмом говорив про об'єднання сил ІНА з Народно-визвольною армією.
У серпні 1949 року Мао Цзедун запросив керівництво Ілійського уряду на політичну консультативну конференцію в Бейпіні (нині Пекін) для створення нового національного уряду. 19 серпня Далелхан отримав запрошення в Бурчуні і спробував вилетіти до Кульджи, щоб приєднатися до основної керівної делегації, але у літака, який перевозив його, були проблеми з двигуном в районі Хобоксара, і він був змушений повернути назад. Потім він поїхав до Кульджи й зустрівся з представником комуністичної партії Китаю Ден Ліцюнем. Він відправився в Бейпін через Радянський Союз з Ахметжаном Касимом, Абдулкерімом Аббасом, Исакбеком Монуєвим та Ло Чжи. Всі загинули, коли їхній літак розбився в Забайкальському краї 27 серпня 1949 року.

## Спадщина
У Китайській Народній Республіці Далелхана пам'ятають як мученика і героя в боротьбі проти націоналістичного режиму. Його останки були повернуті до Китаю в квітні 1950 року, а потім перепоховані на меморіальному кладовищі мучеників на Алтаї.

## Нащадки
Син Далелхана Сугурбаєва одружився з Нусіпхан Конбаєю, був полковником в Ілійській національної армії, а потім став головою Ілі-Казахської АО. Онук Далелхана, Таскен, був учасником китайського реаліті-шоу «Голос Китаю».
Син: Pätiqan Sügirbayev (кит.: zh:帕提汗·苏古尔巴也夫, каз. Фатхан (Пәтіхан) Дәлелханұлы Сүгірбаев) — губернатор Ілійської автономної префектури Казахстану з листопада 1954 р. по червень 1955 р.